# Теребуда (комуна)
Комуна Теребуда (швед. Töreboda kommun) — адміністративно-територіальна одиниця місцевого самоврядування, що розташована в лені Вестра-Йоталанд у південно-західній Швеції.
Теребуда 171-а за величиною території комуна Швеції. Адміністративний центр комуни — місто Теребуда.

## Населення
Населення становить 9 009 чоловік (станом на вересень 2012 року). 
| Кількість населення комуни Теребуда за 1970-2010 роки | Кількість населення комуни Теребуда за 1970-2010 роки | Кількість населення комуни Теребуда за 1970-2010 роки | Кількість населення комуни Теребуда за 1970-2010 роки | Кількість населення комуни Теребуда за 1970-2010 роки |
| ----------------------------------------------------- | ----------------------------------------------------- | ----------------------------------------------------- | ----------------------------------------------------- | ----------------------------------------------------- |
| Рік                                                   |                                                       |                                                       | Населення                                             |                                                       |
| 1970                                                  | 1970                                                  |                                                       | 10 192                                                | 10 192                                                |
| 1975                                                  | 1975                                                  |                                                       | 10 231                                                | 10 231                                                |
| 1980                                                  | 1980                                                  |                                                       | 10 393                                                | 10 393                                                |
| 1985                                                  | 1985                                                  |                                                       | 10 204                                                | 10 204                                                |
| 1990                                                  | 1990                                                  |                                                       | 10 481                                                | 10 481                                                |
| 1995                                                  | 1995                                                  |                                                       | 10 425                                                | 10 425                                                |
| 2000                                                  | 2000                                                  |                                                       | 9 642                                                 | 9 642                                                 |
| 2005                                                  | 2005                                                  |                                                       | 9 470                                                 | 9 470                                                 |
| 2010                                                  | 2010                                                  |                                                       | 9 113                                                 | 9 113                                                 |
| Джерело: SCB                                          |                                                       |                                                       |                                                       |                                                       |

## Населені пункти
Комуні підпорядковано 3 міські поселення (tätort) та низка сільських, більші з яких:
- Теребуда (Töreboda)
- Мугольм (Moholm)
- Ельґарос (Älgarås)
- Лаґерфорс (Lagerfors)
- Слетте (Slätte)

## Галерея

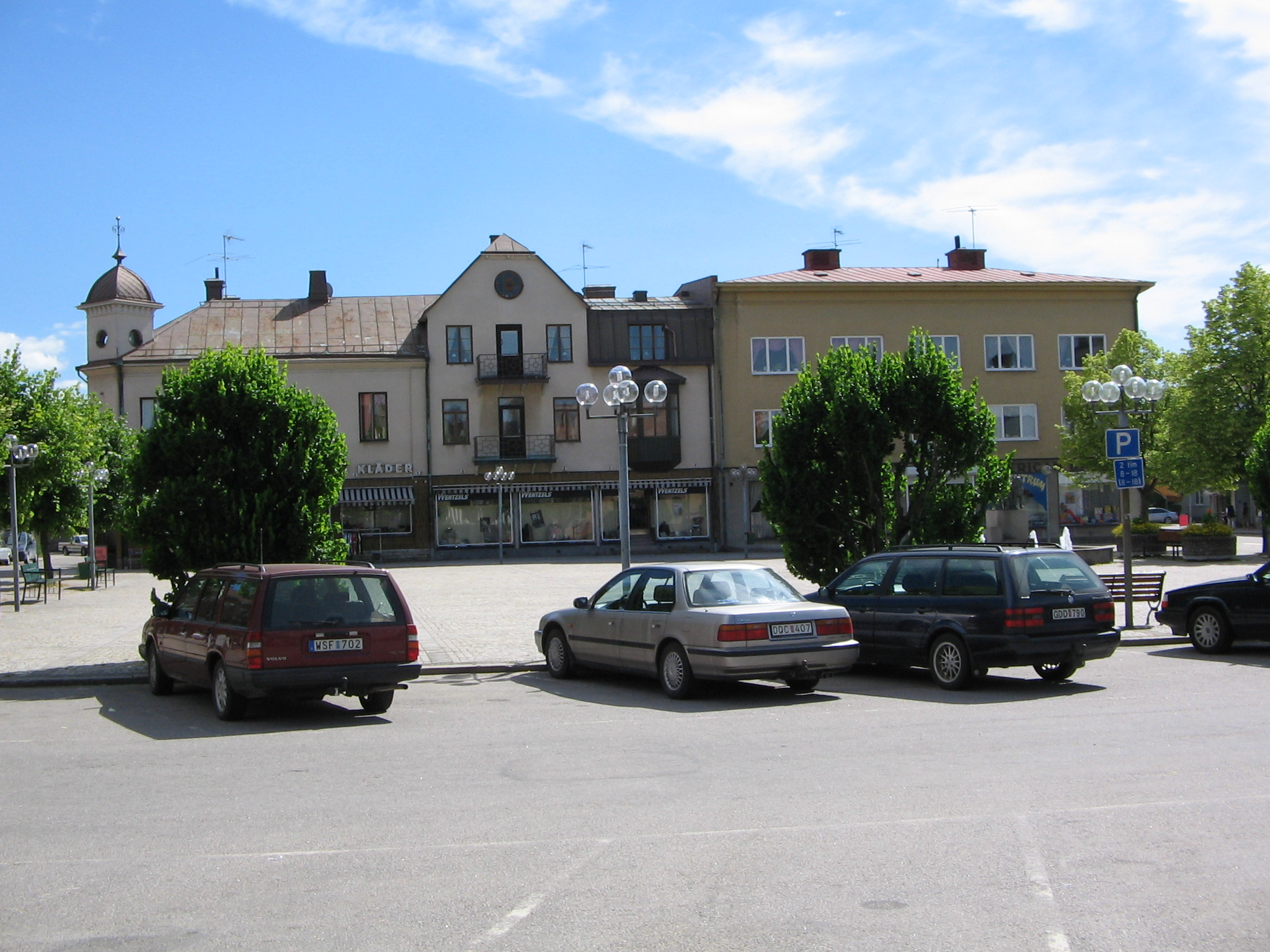
Місто Теребуда
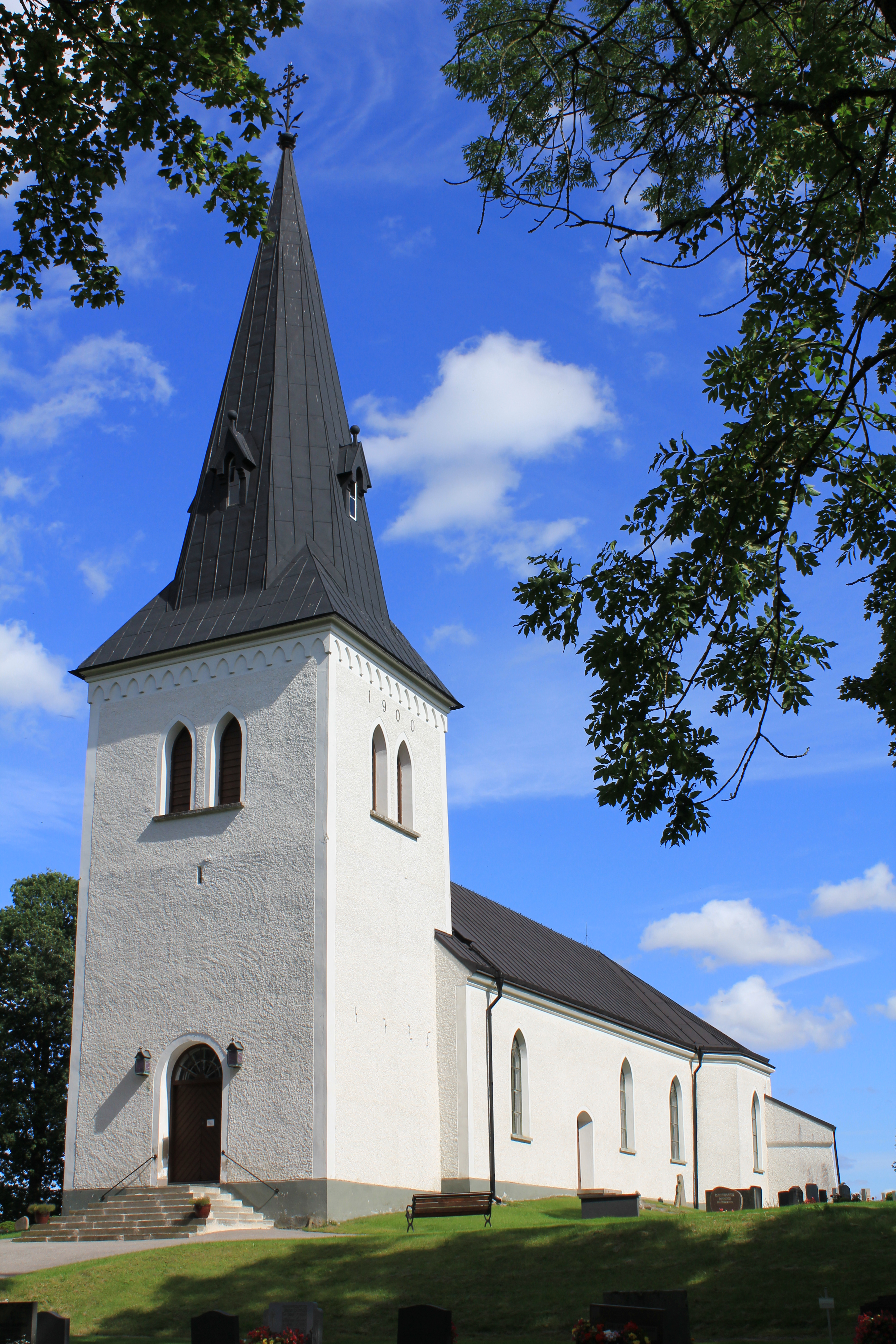
Церква (Єльстад)
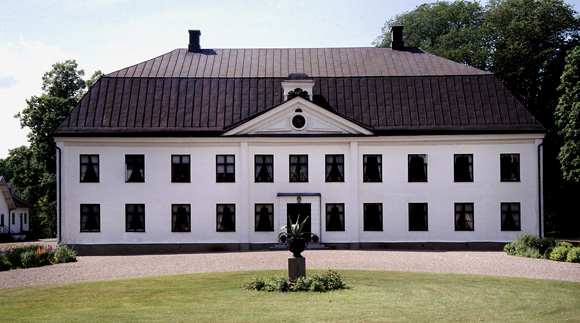
Місто Мугольм

## Виноски
1. ↑  https://moderaterna.se/vastragotaland/politiker/linn-brandstrom/
2. ↑  https://www.mariestadstidningen.se/2014/10/23/han-ar-torebodas-blivande-kommunalrad-00dc5/
3. ↑  Folkmangd i riket, lan och kommuner (шв.) . Центральне бюро статистики Швеції. Архів оригіналу за 20 серпня 2013. Процитовано 23 лютого 2013.